# Kombovití
Kombovití (Galagonidae) je čeleď z podřádu poloopic (Strepsirrhini) obývajících Afriku. Čeleď čítá 5 rodů.

## Rozšíření
Obývají africké savany, trnitá křoviska, akáciové porosty i galeriové lesy od pobřeží Indického oceánu a Rudého moře přes střední Afriku až po Senegal a Angolu na západě. Obývají sever Jižní Afriky, jsou domovem i na ostrově Zanzibar.

## Popis
Čeleď kombovitých zahrnuje druhy se zadními končetinami mnohem delšími než přední, takže jim umožňují dlouhé skoky. Jsou poměrně malé, nejmenší váží jen asi 10 dkg a největší z nich dosahují velikosti kočky. Mají dlouhý ocas, většinou delší než tělo, který jim pomáhá při skocích dlouhých až 4 m jako kormidlo. Ušní boltce mají velké, pohyblivé, holé a při spánku je sklápějí k hlavě. Velké oči prozrazují, že kombovití přísluší k nočním zvířatům. Dostanou-li se na zem, skáčou po klokaním způsobu jen po zadních končetinách, přední nepoužívají, chodidla mají dlouhá a kosti prstů v širokem rozsahu pohyblivé. Lebeční dutinu mají malou, nízkou, obličejová část je protáhlá. Čelisti mají silné, jejich zubní vzorec je 2, 1, 3, 3.

## Životní projevy
Komby žijí skrytým nočním životem ve větvích stromů a keřů. Ozývají se navzájem silným plačtivým hlasem. Živí se tropickým ovocem, semeny, hmyzem, drobnými bezobratlými i obratlovci a vejci ptáků. Nemalý podíl na jídelníčku má míza akácií.
Žijí v malých skupinách samic s mláďaty, dospělí samci jsou samotáři. Den přespávají v hnízdech postavených z větví a vystlaných listím nebo ve stromových dutinách. Svá území si značkují močí, kterou roztírají po okolí předními tlapkami. Doba březostí je u komb asi 3 měsíce, narodí se často dvojčata i trojčata. Zpočátku jsou ukryta v hnízdě z větví nebo v dutině, později matka mláďata nosí sebou zavěšena v kožichu. Kojí je asi 2 měsíce, mláďata již brzy přijímají pevnou stravu, pohlavně dospívají asi v jednom roce. Samice je březí dvakrát ročně.
Ve volné přírodě se dožívají 10, v zajetí asi 16 let. Jsou přes svůj skrytý způsob života loveni domorodci pro kožešinu. Mimo kombu rondskou, která je považována za kriticky ohrožený druh (CR), a kombu ulugurskou označenou za téměř ohroženou (NT), jsou ostatní komby klasifikovány v červeném seznamu IUCN jako druhy málo dotčené (LC).

## Klasifikace
Prohlubováním a zpřesňováním poznatků dochází ke změnám v taxonomii, postupně se vyvíjí zařazování skupin zvířat do rodů, druhů nebo podruhů. Obdobná situace je i při zatřiďování do vyšších taxonů.
Komba je české jméno pro všech pět rodů:
- rod komba (Euoticus) Gray, 1863
  - komba krátkouchá (Euoticus elegantulus) Le Conte, 1857
  - komba rezavá (Euoticus pallidus) Gray, 1863
- rod komba (Galago) É. Geoffroy, 1796
  - komba žlutonohá (Galago gallarum) Thomas, 1901
  - komba hnědá (Galago matschiei) Lorenz, 1917
  - komba jižní (Galago moholi) A. Smith, 1836
  - komba ušatá (Galago senegalensis) É. Geoffroy, 1796
- Rod (Galagoides) A. Smith, 1833
  - komba dianská (Galagoides cocos) Heller, 1912
  - komba malá (Galagoides demidovii) Fischer, 1808
  - komba Grantova (Galagoides granti) Thomas et Wroughton, 1907
  - komba malawská (Galagoides nyasae) Elliot, 1907
  - komba ulugurská (Galagoides orinus) Lawrence et Washburn, 1936
  - komba rondská (Galagoides rondoensis) Honess et Bearder, 1997
  - komba Thomasova (Galagoides thomasi) Elliot, 1907
  - komba zanzibarská (Galagoides zanzibaricus) Matschie, 1893
- Rod (Otolemur) Coquerel, 1859
  - komba velká (Otolemur crassicaudatus) É. Geoffroy, 1812
  - komba Garnettova (Otolemur garnettii) Ogilby, 1838
  - komba stříbrošedá (Otolemur monteiri) Bartlett & Gray, 1863
- rod (Sciurocheirus) Gray, 1872
  - komba tmavá (Sciurocheirus alleni) Waterhouse, 1838
  - komba gabonská (Sciurocheirus gabonensis) Gray, 1863